# Zemfira Sulejmanova
Zemfira Sulejmanova (in russo Земфира Сулейманова?; Nižnij Novgorod, 25 luglio 1997 – Donec'k, 15 agosto 2022) è stata un'attivista e politica russa, aspirante giornalista, morta all'età di 25 anni mentre seguiva da reporter la guerra nell'Ucraina orientale, vicino a Donec'k saltando in aria su una mina Insieme ai suoi fratelli era attivista nella sezione di Nižnij Novgorod del partito nazional-bolscevico "L'altra Russia" di Ėduard Limonov, partito considerato anti-Putin.

## Biografia
Zemfira lavorava in un salone di bellezza ed era una accesa attivista politica per il partito "L'Altra Russia" (poi bandito dalla Corte costituzionale perché rappresentava apertamente posizioni nazionaliste, antidemocratiche e socialpopuliste) tanto da attrarre l'attenzione delle forse di sicurezza della città. Con i suoi fratelli, anche loro attivisti, aveva persino diffuso un video registrato in cui criticava le autorità russe. In seguito, nell’autunno 2021, sui social network russi venne diffuso un altro video. della durata di un minuto, con il titolo “Date uno sguardo più da vicino alle elezioni”. Ebbe 16 milioni di visualizzazioni. 
Nel video Zemfira, con una giacca di pelle leggera e pantaloncini neri, camminava lungo la recinzione del Parco Dubki di Nižnij Novgorod. Trovava per terra un paio di occhiali da sole, li metteva e cominciava a leggere i cartelloni pubblicitari affissi per la campagna elettorale. Ma invece di slogan coloriti con i ritratti dei candidati, come era nella realtà, vedeva appelli in bianco e nero con frasi del tipo: “Obbedisci”, “Dormi”, “Svenditi” e “Non c’è scelta”.
Si offrì volontaria per lavorare come corrispondente di guerra per la brigata internazionale “Pjatnaška” nella zona di combattimento del Donbass durante la guerra in Ucraina. Secondo il quotidiano Ukraïns'ka pravda, Sulejmanova lavorava invece per il canale televisivo Russia Today. Il 15 agosto 2022 il minibus su cui viaggiava la ragazza saltò in aria su una mina nei pressi di Donec'k. Fu sepolta a Nižnij Novgorod.
Nel febbraio 2023 le fu dedicata una trasmissione nel programma di Andrej Malachov sul canale Russia 1 in cui parlavano la madre e gli amici della ragazza.